# Ostroh
Ostroh (en ukrainien : Острог ; en russe : Острог, Ostrog ; en lituanien : Ostrogas ; en polonais : Ostróg) est une ville de l'oblast de Rivne, en Ukraine. Sa population s'élevait à 13 892 en 2024.

## Géographie
Ostroh est arrosée par la rivière Horyn et se trouve à 37 km au sud-est de Rivne et à 285 km à l'ouest de Kiev et le parc national de Derman-Ostroh autour de la rivière Zbytenka.

## Histoire
La Chronique d'Ipatiev mentionne pour la première fois Ostrog en 1100, comme une forteresse des princes de Volhynie. Depuis le XIVe siècle, elle a été le siège de la puissante famille princière Ostrogski, qui a développé la ville comme un centre d'études et de commerce. À l'extinction de la famille, au XVIIe siècle, Ostrog passe en possession des princes polonais Lubomirski. Au XVIe siècle, les premiers livres dans les langues slaves orientales, notamment la Bible d'Ostrog, y sont imprimés. Ostrog avait autrefois une importante communauté juive. Elle fait partie comme la Volhynie de l'Empire russe, jusqu'en 1918. Elle a le statut de ville depuis 1795.
Elle passe à la nouvelle république polonaise en 1919, après la guerre polono-ukrainienne. En septembre 1939, elle est envahie par l'Armée rouge. Le nouveau pouvoir soviétique intègre la Volhynie dans la république socialiste soviétique d'Ukraine. Pendant la Seconde Guerre mondiale, Ostroh est occupée par l'Allemagne nazie du 3 juillet 1941 au 13 janvier 1944. La population juive de la ville est exterminée pendant l'occupation. Le 4 août 1941, sont tout d'abord massacrés 3 000 Juifs dans des bois des environs, puis 2 500 autres le 1er septembre 1941. Enfin, les quelque 3 000 Juifs survivants sont exterminés le 15 octobre 1942. Après le retour de l'Armée rouge, la ville redevient soviétique.

## Patrimoine
Les monuments d'Ostroh comprennent le Château de la Colline rouge, l'église de l'Épiphanie (construite au XVe siècle) et plusieurs tours. Au nord-ouest du château s'élèvent deux tours du XVIe siècle. Dans la banlieue de Mejiritchi (ou Miedzyrzec) se trouve l'abbaye de la Trinité, avec une cathédrale du XVe siècle et d'autres structures anciennes. L'ancien couvent des capucins (XVIIIe siècle) abrite aujourd'hui plusieurs facultés universitaires de l'Académie d'Ostroh.

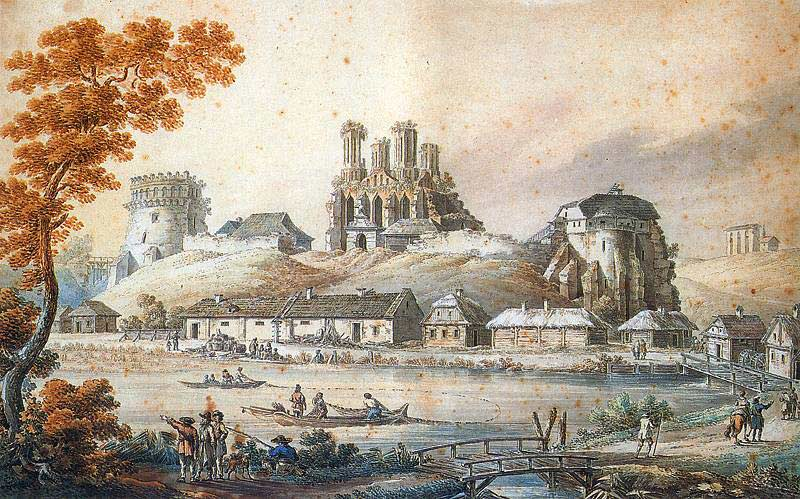
Ruines du château d'Ostroh, par Z. Vogel (1796).
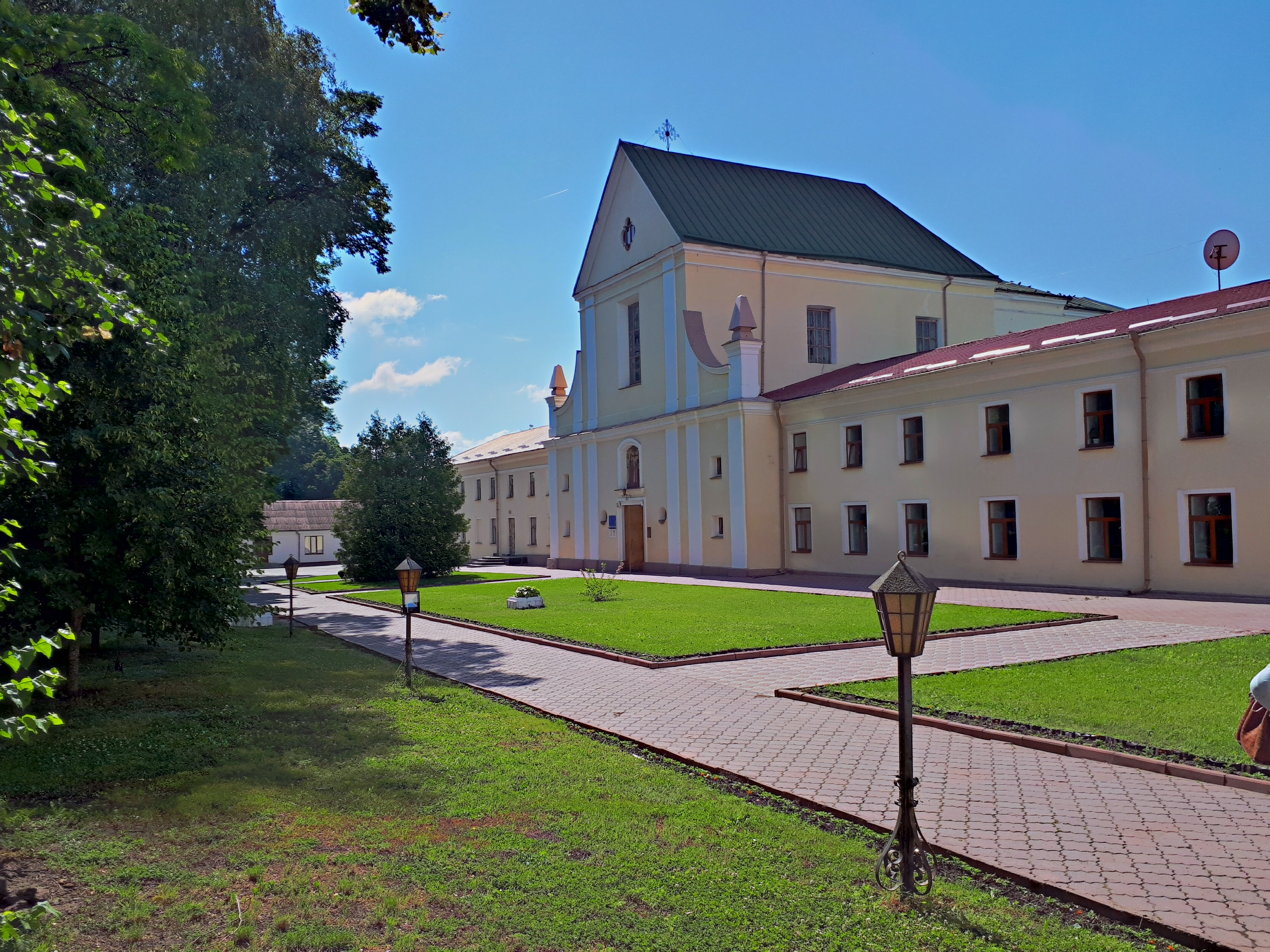
L'Académie d'Ostroh.

L'Académie d'Ostrog, fondée en 1576, est le premier établissement d'enseignement supérieur d'Ukraine. Son nom a été donné à l'université de la ville.

## Population
Recensements (*) ou estimations de la population :
| 1882  | 1897*  | 1921*  | 1931*  | 1937   | 1959* |
| ----- | ------ | ------ | ------ | ------ | ----- |
| 7 717 | 14 749 | 12 975 | 13 265 | 15 000 | 8 409 |

| 1970*  | 1979*  | 1989*  | 2001*  | 2009   | 2010   |
| ------ | ------ | ------ | ------ | ------ | ------ |
| 10 679 | 12 190 | 12 984 | 14 801 | 15 374 | 15 429 |

| 2011   | 2012   | 2013   | 2014   | 2015   | 2016   |
| ------ | ------ | ------ | ------ | ------ | ------ |
| 15 528 | 15 569 | 15 725 | 15 745 | 15 727 | 15 779 |

| 2017   | 2018   | 2019   | 2020   | 2021   | - |
| ------ | ------ | ------ | ------ | ------ | - |
| 15 674 | 15 595 | 15 500 | 15 457 | 15 195 | - |

## Personnalités liées
- Naphtali Cohen, rabbin et kabbaliste germano-russe y est né en 1649.

## Économie
Ostroh se trouve à 7 km à l'est de la Centrale nucléaire de Khmelnytskyï mise en service en 1988.